# Blue Train (album)
Blue Train je druhé studiové album amerického jazzového hudebníka Johna Coltrana. Nahráno bylo dne 15. září 1957 ve studiu Van Gelder Studio a jeho producentem byl Alfred Lion. Vydáno bylo následujícího roku společností Blue Note Records (jde o Coltranovo jediné album nahrané pro toto vydavatelství). Album bylo oceněno zlatou deskou od RIAA.

## Seznam skladeb
Autorem všech skladeb je John Coltrane, pokud není uvedeno jinak.
1. „Blue Train“ – 10:43
2. „Moment's Notice“ – 9:10
3. „Locomotion“ – 7:14
4. „I'm Old Fashioned“ (Johnny Mercer, Jerome Kern) – 7:58
5. „Lazy Bird“ – 7:00

## Obsazení
- John Coltrane – tenorsaxofon
- Lee Morgan – trubka
- Curtis Fuller – pozoun
- Kenny Drew – klavír
- Paul Chambers – kontrabas
- Philly Joe Jones – bicí